# ＊～米字鍵～
《＊～米字鍵～》（日语：＊～アスタリスク～），是日本樂團橘子新樂園（ORANGE RANGE）的第9張單曲。2005年2月23日發行。是他們迄今銷量第二高的單曲和代表作之一。

## 簡介
《＊～米字鍵～》實際上是橘子新樂園地下時期已經創作好的歌曲，當時的歌名叫作「星」。後來樂團成員想到「為什麼不把歌名改得有趣點？」，方才改成現名。2003年這首歌一度和《上海HONEY》成為主流出道候選歌。
在2004年的單曲《花》和原創專輯《musiQ》取得巨大成功之後，橘子新樂園已經成為當時日本人氣最高的樂團。這首歌也成為了東京電視台電視動畫《BLEACH》的第一首片頭曲（第1話～25話使用），結果大受歡迎。2005年初這首歌決定重新錄音，進行單曲CD化發行。單曲版的歌曲與作為動畫主題曲的版本有很大差異：動畫版的音速較快，部分歌詞也做了改動等；後來《BLEACH》的主題曲精選輯《BLEACH THE BEST》收錄的也是動畫版也不是單曲版。
拍攝單曲的PV時正是寒冬，樂團成員和工作人員都必須隨身攜帶暖身設備才能進行拍攝。
單曲發售首週初動銷量32.8萬張，取得Oricon公信榜單曲週榜冠軍，並蟬聯兩週。 創下了橘子新樂園最高單曲初動銷量的紀錄。
總銷量高達62.8萬張，是2005年度日本單曲銷量第4位。 也是橘子新樂園迄今銷量第二高的單曲。

## 收錄曲目
1. ＊～米字鍵～（＊～アスタリスク～）
東京電視台電視動畫《BLEACH》的片頭曲
2. Mission in大作戰（ミッションin大作戦）
3. Spiral（スパイラル）
4. ＊～米字鍵～Romantic Ver.（＊〜アスタリスク〜ロマンティックVer.）